# Иванков, Димитр
Дими́тр Ивано́в Ива́нков (болг. Димитър Иванов Иванков; 30 октября 1975, София) — болгарский футболист, вратарь. Трёхкратный чемпион Болгарии по футболу, обладатель пяти кубков Болгарии по футболу и кубка Турции по футболу. Иванков — четвёртый голкипер-бомбардир в мире (42 мяча) на 2016 год.

## Клубная карьера
Родившийся в Софии Димитр Иванков прошёл через футбольную школу столичного «Левски». За 9 сезонов в «Левски» он провёл 275 матчей и забил 25 голов. Иванков трижды становился чемпионом Болгарии (в 2000, 2001 и 2002 годах), а также пять раз выигрывал национальный кубок (в 1998, 2000, 2002, 2003 и 2005 годах). 
В июне 2005 года Иванков перешёл в турецкий клуб «Кайсериспор». 7 мая 2008 года он внёс решающий вклад в победу своей команды в Кубке Турции, отразив 3 пенальти и дважды сам отличившись с 11-метровой отметки. Таким образом, он стал четвёртым болгарином, выигравшим Кубок Турции.
За три сезона в «Кайсериспоре» Иванков провёл 94 матча в турецкой Суперлиге, отличившись шестью забитыми мячами. 
9 июня 2008 года он подписал контракт с другим турецким клубом «Бурсаспор». Иванков забил решающий гол в поединке с «Фенербахче» на 95-й минуте, принесший его команде победу со счётом 2:1.
В 2010 году Иванков забил свой 42-й гол в профессиональной карьере, поднявшись на третье место в списке лучших бомбардиров среди вратарей в мире. По итогам сезона 2009/10 Иванков стал чемпионом Турции в составе «Бурсаспора», успех этой команды стал сенсацией.
23 июня 2011 года Иванков подписал контракт с кипрским клубом «Анортосис». Но 8 августа того же года соглашение было расторгнуто по обоюдному согласию после вылета команды из Лиги Европы УЕФА.

## Достижения
Левски
- Чемпион Болгарии (3): 1999/00, 2000/01, 2001/02
- Обладатель Кубка Болгарии (5): 1997/98, 1999/00, 2001/02, 2002/03, 2004/05

Кайсериспор
- Обладатель Кубка Турции (1): 2007/08

Бурсаспор
- Чемпион Турции (1): 2009/10

## Карьера в сборной
Иванков дебютировал за сборную Болгарии в 1998 году и провёл за неё 64 матча. Он вошёл в состав команды на Чемпионат Европы 2004 года в Португалии, но не сыграл ни одного матча на турнире, так как опытный Здравко Здравков находился в прекрасной форме и был выбран первым вратарём сборной. Уже после этого чемпионата Иванков стал основным голкипером болгар. 3 марта 2010 года он провёл свой последний матч за национальную команду, товарищескую игру со сборной Польши.